# Умершие в ноябре 2020 года
Это список известных людей, соответствующих установленным критериям значимости (см. Википедия:Критерии значимости персоналий), умерших в ноябре 2020 года.
Причина смерти указывается лишь в исключительных случаях (убийство, самоубийство, гибель в результате военных действий, смертная казнь, ДТП или несчастные случаи). В остальных случаях — не указывается.

## 30 ноября
- Александров, Борис Юрьевич (73) — советский и российский предприниматель, президент группы компаний «Ростагрокомплекс», создатель молочного бренда «Б. Ю. Александров»[1].
- Анищенко, Вадим Семёнович (77) — российский физик, доктор физико-математических наук, заведующий кафедрой радиофизики СГУ, заслуженный деятель науки Российской Федерации (1995)[2].
- Антонова, Ирина Александровна (98) — советский и российский искусствовед, директор (1961—2013) и президент (с 2013 года) Государственного музея изобразительных искусств имени А. С. Пушкина, академик АПН СССР/РАО (1989), академик РАХ (2001), полный кавалер ордена «За заслуги перед Отечеством»[3].
- Боббитт, Бетти (81) — австралийская актриса[4][5].
- Виноградов, Владислав Иванович (70) — ведущий онколог Кимрской ЦРБ[6]
- Кассегрен, Филипп (83) — французский бизнесмен и дизайнер, президент компании «Longchamp»[7].
- Кулланда, Сергей Всеволодович (66) — советский и российский историк-востоковед, специалист по древней Индонезии, иранистике и скифологии[8].
- Милованов, Николай Иванович (72) — советский и российский поэт[9].
- Милях, Александр Владимирович (78) — русский поэт[10].
- Модзелевский, Олег Валентинович (66) — украинский киноактёр[11].
- Палангио, Иэн (48) — австралийский кёрлингист (о смерти объявлено в этот день)[12].
- Решетников, Валерий Николаевич (77) — советский и российский учёный, доктор физико-математических наук (1984), профессор Российского государственного технологического университета имени К. Э. Циолковского[13].
- Туганова, Дзерасса Михайловна (91) — советская и российская артистка цирка, руководитель группы джигитов-наездников «Иристон», народная артистка РСФСР (1980)[14].
- Филимонов, Валерий Павлович (74) — русский писатель, публицист, агиограф, общественный деятель[15].
- Шатских, Александр Анатольевич (46) — советский и казахстанский футболист и тренер[16].

## 29 ноября
- Али, Сахибзада (89) — пакистанский политический деятель, спикер Национальной ассамблеи Пакистана (1973—1977)[17].
- Антипов, Анатолий Александрович (61) — советский хоккеист, российский тренер, чемпион СССР в составе клуба «Динамо» Москва (1990), заслуженный тренер России[18].
- Бова, Бен (88) — американский писатель-фантаст[19].
- Брешани, Эдда (90) — итальянский египтолог[20].
- Дезарио, Винченцо (87) — итальянский экономист, генеральный директор Банка Италии (1994—2006)[21].
- Диоп, Папа Буба (42) — сенегальский футболист, игрок национальной сборной, участник чемпионата мира (2002)[22].
- Моралес, Джорджо (88) — итальянский государственный деятель, мэр Флоренции (1989—1995)[23].
- Островский, Иосиф Владимирович (86) — советский и украинский математик, член-корреспондент НАН Украины (1978)[24].
- Партыка, Кирилл Александрович (67) — российский журналист, писатель, поэт[25].
- Рехино, Эйприл Бой (51) — филиппинский музыкант и актёр[26].
- Сернаджотто, Ремо (65) — итальянский политический деятель, депутат Европейского парламента (2014—2019)[27].
- Смирный, Михаил Фёдорович (77) — советский и украинский деятель науки, проректор Восточноукраинского национального университета имени В. И. Даля[28].
- Турку, Виорел (60) — румынский футболист, игрок национальной сборной[29].
- Фортов, Владимир Евгеньевич (74) — советский и российский физик, академик (1991) и президент (2013—2017) РАН, полный кавалер ордена «За заслуги перед Отечеством»[30].
- Цветков, Анатолий Исаакович (98) — преподаватель Высшей школы КГБ СССР (1961—1991), почётный сотрудник органов госбезопасности, доктор военных наук, полковник в отставке[31]

## 28 ноября
- Алексич, Миша (67) — сербский рок-музыкант, бас-гитарист группы «Рыбья чорба»[32].
- Балави, Хакам (82) — политик Палестинской автономии Израиля, министр внутренних дел Палестины[33].
- Бережко, Евгений Григорьевич (67) — российский астрофизик, директор Института космофизических исследований и аэрономии (1997—2015), член-корреспондент РАН (2008)[34].
- Йотов, Христо Нешев (80) — болгарский и российский тренер по лёгкой атлетике, заслуженный тренер России (1997)[35].
- Килиан, Ян (67) — польский политический деятель, депутат Сейма (2015—2019)[36].
- Клэр, Филипп (90) — французский актёр, режиссёр и сценарист[37].
- Никитюк, Олег Сергеевич (95) — советский хозяйственный, государственный, партийный и политический деятель[38].
- Оливейра, Витор (67) — португальский футболист и футбольный менеджер[39].
- Пехоткова, Мария (100) — польский архитектор и депутат Сейма (1961—1965)[40].
- Проуз, Дэвид (85) — английский актёр, бодибилдер и тяжелоатлет[41].
- Серван-Шрейбер, Жан-Луи (83) — французский писатель и журналист[42].
- Хомидов, Джаббор (72) — таджикский военный деятель, генерал-майор пограничной службы[43].
- Шамс эд-Дин Бадран (91) — египетский военный деятель, военный министр (1966—1967)[44].

## 27 ноября
- Абрамян, Завен (72) — армянский театральный актёр, заслуженный артист Армении (2005)[45].
- Апухтин, Андрей (58) — российский музыкант, клавишник группы «Дюна»[46].
- Бадиков, Канафи Габделбарович (Ханафи Бадиги) (79) — советский и российский татарский поэт, писатель и исследователь творчества Мусы Джалиля[47].
- Бернэм, Кевин (63) — американский яхтсмен, чемпион летних Олимпийских игр в Афинах (2004), серебряный призёр летних Олимпийских игр в Барселоне (1992) в классе 470[48].
- Губерина, Шпиро (87) — югославский и хорватский актёр[49].
- Давид (Махаффи) (68) — архиерей Православной церкви в Америке, епископ (2014—2019) и архиепископ (с 2019 года) Ситкинский и Аляскинский[50].
- Догузов, Тенгиз (62) — югоосетинский писатель, журналист и литературный переводчик[51].
- Касаль, Сельва (93) — уругвайский поэт[52].
- Кхари Дьенг, Мадиенг (88) — сенегальский государственный деятель, министр внутренних дел (1991—1993), министр вооружённых сил (1993—1995)[53].
- Бобби Ли (70) — мексиканский рестлер[54].
- Лузгин, Александр Степанович (71) — советский и российский мордовский этнограф, государственный и общественный деятель, доктор исторических наук, профессор[55].
- Мандрикин, Александр Сергеевич (70) — советский и российский театральный актёр, артист Пермского академического театра драмы[56].
- Миранда, Роберто (???) — мексиканский актёр[57].
- Нименский, Анатолий Николаевич (70) — российский композитор, заведующий кафедрой композиции Уральской государственной консерватории, заслуженный деятель искусств Российской Федерации (2010)[58].
- Перета, Тереза Семёновна (86) — украинская актриса, народная артистка Украины (2009)[59].
- Пурхоссейни, Парвиз (79) — иранский актёр[60][61].
- Рыс, Мирослав (88) — чехословацкий хоккеист, бронзовый призёр чемпионата мира (1959)[62].
- Тагиев, Вахид Гейдар оглы (59) — азербайджанский государственный деятель, глава исполнительной власти Ахсуйского района (с 2019)[63].
- Фахризаде, Мохсен (59) — иранский физик-ядерщик; убит[64].
- Цзинь Чжаньпэн (82) — китайский учёный в области металлургии, член Китайской академии наук (2003)[65].
- Шей, Тони (46) — американский интернет-предприниматель, СЕО онлайн-магазина одежды, обуви и аксессуаров Zappos.com[англ.][66].

## 26 ноября
- Аврамкова, Ирина Семёновна (59) — российский деятель образования, директор института музыки, театра и хореографии Российского государственного педагогического университета имени А. И. Герцена, доктор педагогических наук, профессор, заслуженный работник культуры РФ[67].
- Архипов, Алексей Валерьевич (53) — советский и российский самбист, чемпион мира (1992, 1996), заслуженный мастер спорта России (1992)[68].
- Балаж, Феко (69) — венгерский певец и композитор[69].
- Витебский, Виталий Яковлевич (79) — российский конструктор приборостроения, народный депутат России (1991—1993)[70].
- Голобородов, Валерий Анатольевич (66) — советский и российский актёр, артист Тамбовского театра драмы[71].
- Косев, Константин (83) — болгарский историк, академик Болгарской академии наук (2003)[72].
- Ларгов, Димитр (84) — болгарский футболист («Славия», национальная сборная), участник чемпионата мира (1966)[73].
- Матыцин, Валерий (70) — советский и российский фотожурналист, корреспондент ТАСС[74].
- Молина, Маристель (76) — мексиканская актриса[75].
- Момоендону, Тевита (74) — фиджийский государственный деятель, премьер-министр (2000, 2001)[76].
- Николоди, Дария (70) — итальянская актриса и сценаристка[77].
- Осинцев, Михаил Семёнович (85) — советский спортсмен (хоккей с мячом), шестикратный чемпион мира (1957, 1961, 1963, 1965, 1967, 1969), заслуженный мастер спорта СССР (1962), заслуженный тренер СССР по хоккею на траве (1984)[78].
- Садык аль-Махди (84) — суданский государственный деятель, премьер-министр (1966—1967, 1986—1989)[79].
- Свинин, Юрий Григорьевич (64) — российский художник[80].
- Слетта, Нильс (77) — норвежский актёр[81][82].
- Фуско, Чечилия (87) — итальянская оперная певица[83].
- Чанев, Камен (58) — болгарский оперный певец[84].
- Эль Идрисси, Махмуд (72) — марокканский певец[85].
- Юрин, Михаил Михайлович (94) — советский военный лётчик, Герой КНДР[86].
- Юрьев, Александр Иванович (78) — советский и российский психолог, доктор психологических наук (1996), профессор, создатель научного направления политическая психология в СССР и современной России[87].

## 25 ноября
- Асоян, Арам Айкович (79) — советский и российский филолог и культуролог, профессор Санкт-Петербургского гуманитарного университета профсоюзов[88].
- Броновицкая, Наталия Николаевна (79) — российский архитектуровед и историк архитектуры[89].
- Буриличев, Алексей Витальевич (62) — российский военачальник, начальник Главного управления глубоководных исследований Министерства обороны Российской Федерации (с 2005 года), вице-адмирал (2006), Герой Российской Федерации (1996)[90].
- Бухаджа, Саид (82) — алжирский политический деятель, председатель Национальной народной ассамблеи Алжира (2017—2018)[91].
- Бейл, Чарльз (85) — американский актёр и режиссёр[92].
- Вулфенсон, Джеймс (86) — американский банкир, президент Всемирного банка (1995—2005)[93].
- Гелхёйзен, Кор (91) — нидерландский футболист («Аякс»)[94].
- Марадона, Диего Армандо (60) — аргентинский футболист, чемпион (1986) и вице-чемпион (1990) мира в составе национальной сборной[95].
- Моучкова, Камила (92) — чешская телеведущая[96].
- Мухтар, Ахмад (74) — пакистанский государственный деятель и бизнесмен, министр обороны (2008—2012), министр водных ресурсов и энергетики (2012—2013)[97].
- Назария, Сергей Михайлович (62) — молдавский историк[98].
- Плех, Зенон (67) — польский спидвейный гонщик, многократный серебряный и бронзовый призёр чемпионатов мира по спидвею[99].
- Секретен, Жак (71) — французский игрок в настольный теннис, чемпион мира (1977)[100].
- Сильвестре, Флор (90) — мексиканская актриса и певица[101].
- Сотников, Виталий Вячеславович (81) — советский и российский хоровой дирижёр, художественный руководитель академической хоровой капеллы Томского государственного университета, заслуженный деятель искусств Российской Федерации (1996)[102].
- Спорыхин, Борис Тихонович (92) — российский живописец, народный художник Российской Федерации (2006)[103].
- Турков, Геннадий Леонидович (75) — украинский поэт и переводчик[104].
- Шемятенков, Владимир Георгиевич (82) — советский дипломат, Постоянный представитель СССР при Европейских сообществах в Брюсселе (1989—1991)[105].

## 24 ноября
- Алиева, Мария Григорьевна (67) — белорусский профсоюзный деятель и лидер женского движения[106].
- Аляжединов, Вадим Рашитович (62) — российский конструктор оружия, главный конструктор направления реактивных систем залпового огня НПО «СПЛАВ» им. А. Н. Ганичева, заслуженный конструктор Российской Федерации (1997)[107].
- Бабун, Роальд Владимирович (86) — советский и российский экономист и государственный деятель, доктор экономических наук, профессор[108].
- Бастуш, Жозе (91) — португальский футболист[109].
- Бородулин, Владимир Ильич (59) — советский и казахстанский хоккеист[110].
- Бухари Фасих (78) — пакистанский военный деятель, начальник военно-морского штаба (1997—1999), адмирал[111].
- Бухман, Эдуард Израилович (79) — российский шахматист[112].
- Вануччи, Фернандо (69) — бразильский спортивный комментатор и спортивный публицист[113].
- Габриэле, Паоло (54) — камердинер папы римского Бенедикта XVI, основное действующее лицо «скандала Ватиликс»[114].
- Гаврилов, Георгий Юрьевич (60) — советский и российский актёр, клипмейкер и режиссёр кино и телевидения[115].
- Гамидов, Аждар Кумрат оглы (67) — азербайджанский актёр, народный артист Азербайджана (2018)[116].
- Дегтярёв, Александр Викторович (69) — советский и украинский конструктор, генеральный директор государственного предприятия «Конструкторское бюро „Южное“ им. М. К. Янгеля» (с 2018 года; в 2010—2016 также генеральный конструктор), академик НАНУ (2015), Герой Украины (2020, посмертно)[117].
- Дмитриев, Владимир Иванович (88) — советский и российский математик, доктор физико-математических наук (1967), заслуженный профессор МГУ (1994)[118].
- Доминичи, Кристоф (48) — французский регбист[119].
- Игуасен Борау, Дамиан (104) — испанский прелат, епископ Барбастро (1970—1974), епископ Теруэля и Альбаррасина (1974—1984), епископ Сан-Кристобаль-де-ла-Лагуны (1984—1991)[120].
- Златанович, Боян (45) — сербский поп-музыкант, ударник группы Amadeus Band[121].
- Карулья, Монтсеррат (90) — испанская актриса[122][123].
- Кочановский, Степан Болеславович (85) — советский и белорусский общественный деятель, директор музея-заповедника «Беловежская пуща»[124].
- Маслов, Владимир Владимирович (85) — советский и российский художник[125].
- Обидина, Светлана Анатольевна (45) — российская киноактриса[126].
- Партови, Камбузья (65) — иранский кинорежиссёр[127][128].
- Пётр (Якумелос) (88) — епископ Александрийской православной церкви, митрополит Аксумский (1979—2018)[129].
- Петрович, Дмитрий Леонидович (49) — белорусский поэт[130].
- Петросян, Аствацатур (67) — армянский военный деятель, генерал-майор, руководитель организации «Союз орлов-смертников»[131].
- Рой, Ашиш (55) — индийский актёр[132].
- Сасакамус, Фред (86) — канадский и американский хоккеист[133].
- Сибельдин, Николай Николаевич (77) — российский физик, член-корреспондент РАН (2008)[134].
- Синякин, Сергей Николаевич (67) — русский писатель-фантаст[135].
- Стоянов, Пенчо (89) — болгарский композитор[136].
- Танджа, Мамаду (82) — нигерский государственный деятель, президент Нигера (1999—2010)[137].
- Ткаченко, Михаил Владимирович (67) — советский и российский тренер по биатлону, заслуженный тренер СССР (1986)[138].
- Хадем, Мохаммад (85) — иранский борец вольного стиля, серебряный призёр чемпионата мира (1962)[139].
- Шахмурзаев, Алексей Саидович (82) — советский и российский театральный актёр и фотограф, артист Балкарского государственного драматического театра[140].
- Якуша, Василий Фёдорович (62) — советский спортсмен, двукратный призёр Олимпийских игр (1980 и 1988) в академической гребле, заслуженный мастер спорта СССР (1984)[141].

## 23 ноября
- Галимов, Эрик Михайлович (84) — советский и российский геохимик, директор Института геохимии и аналитической химии имени В. И. Вернадского РАН (1992—2015), академик РАН (1994)[142].
- Гладких, Борис Васильевич (81) — советский и российский конструктор космических аппаратов, мастер спорта по альпинизму[143].
- Гогой, Тарун (84) — индийский государственный деятель, главный министр Ассама (2011—2016)[144].
- Графова, Лидия Ивановна (82) — российский журналист, правозащитник и общественный деятель[145].
- Грибов, Александр Викторович (77) — советский и российский военный деятель, генерал-майор в отставке[146].
- Далль, Карл (79) — немецкий актёр[147][148].
- Динкинс, Дэвид Норман (93) — американский государственный деятель, мэр Нью-Йорка (1990—1993)[149].
- Зимин, Виктор Михайлович (58) — российский государственный деятель, депутат Государственной думы (2007—2009), глава Республики Хакасия (2009—2018)[150].
- Катанов, Василий Михайлович (91) — советский и российский писатель[151].
- Кетчум, Хэл (67) — американский певец и автор песен[152].
- Коноплёв, Сергей Александрович (71) — российский актёр театра, кино и телевидения, заслуженный артист Российской Федерации (2008)[153].
- Курнаев, Валерий Александрович (77) — советский и российский физик, доктор физико-математических наук (1992), заведующий кафедрой физики плазмы Института лазерных и плазменных технологий НИЯУ МИФИ (с 1979 года)[154].
- Лейзир, Эдвард (72) — американский экономист[155].
- Луценко, Владимир Антонович (79) — украинский писатель[156].
- Мышагин, Николай Иванович (65) — казахстанский тренер по хоккею, заслуженный тренер Республики Казахстан[157].
- Наговицын, Алексей Евгеньевич (59) — российский психолог и культуролог[158].
- Нгцонгца, Анеле (33) — южноафриканский футболист, игрок национальной сборной; ДТП[159].
- Николко, Евгений Григорьевич (76) — советский и российский спортивный деятель, тренер мужской сборной команды России по гимнастике на Олимпийских играх 1996, 2000 и 2004 годов[160].
- Паулавичюс, Альгирдас Ромуальдас (77) — литовский актёр[161].
- Репита, Василий Васильевич (85) — советский и российский баскетбольный тренер, заслуженный тренер РСФСР[162].
- Ритнер, Гюнтер (93) — немецкий художник и график[163].
- Рысуля, Юзеф (81) — польский лыжник, участник зимних Олимпийских игр 1960 года в Скво-Вэлли, 1964 года в Инсбруке и 1968 года в Гренобле[164].
- Саркисян, Завен Саркисович (73) — армянский фотограф, директор музея Сергея Параджанова[165].
- Спасов, Никола (61) — болгарский футболист и тренер[166].
- Студенок, Геннадий Андреевич (93) — советский партийный деятель и организатор производства[167][168].
- Феррари, Марко (87) — итальянский католический епископ[169].
- Хаммерштиль, Роберт (87) — австрийский художник[170].
- Шмонин, Сергей Анатольевич (51) — российский футболист[171].
- Эбби Далтон (85) — американская актриса[172].
- Янечек, Карл (80) — австрийский шахматист[173].

## 22 ноября
- Абдуллахи, Сиди Мохаммед ульд Шейх (82) — мавританский государственный деятель, президент (2007—2008)[174].
- Бышов, Николай Владимирович (57) — российский деятель науки, ректор Рязанского государственного аграрного университета (с 2010 года)[175].
- Де Агостини, Дорис (62) — швейцарская горнолыжница, бронзовый призёр чемпионата мира (1978)[176].
- Ерофеева, Ирина Викторовна — казахстанский историк, доктор исторических наук, профессор Евразийского национального университета[177].
- Круль, Сергей Леонидович (67) — российский бард, композитор, писатель и краевед[178].
- Малинин, Василий Борисович (64) — российский криминолог, доктор юридических наук (2000), профессор, шахматный гроссмейстер (2003)[179].
- Надаревич, Мустафа (77) — боснийский актёр[180].
- Плешаков, Юрий Сергеевич (32) — украинский футболист[181].
- Пунин, Андрей Львович (88) — советский и российский искусствовед, племянник Николая Пунина[182].
- Санько, Валерий Алексеевич (81) — белорусский писатель, краевед и журналист[183].
- Сеттерс, Морис (83) — английский футболист и футбольный тренер[184].
- Талис, Борис Аронович (82) — русско-американский общественный деятель и журналист[185].
- Химено Сендра, Хосе Висенте (71) — испанский юрист, судья Конституционного суда Испании[186].
- Хренова, Елена (70) — молдавский политический деятель, депутат парламента Молдовы[187].
- Чаудри, Анвар Азиз (89) — пакистанский олимпийский пловец (1948), политический и государственный деятель, депутат Национальной ассамблеи Пакистана (1988—1990), федеральный министр обороны[188].
- Чобану, Влад (53) — молдавский актёр[189].
- Шебашев, Виктор Евгеньевич (66) — российский учёный, ректор Поволжского технологического университета (2017—2019)[190].
- Штейнер, Андрей Иванович (57) — российский театральный режиссёр, главный режиссёр Государственного русского драматического театра Улан-Удэ[191].
- Эванс, Билли (88) — американский баскетболист, чемпион летних Олимпийских игр в Мельбурне (1956)[192].
- Яшкин, Виктор Алексеевич (69) — российский хозяйственный деятель, генеральный директор Барнаульского станкостроительного завода (2001—2018), председатель совета директоров завода (с 2018 года)[193].

## 21 ноября
- Артемий (Радосавлевич) (85) — лишённый сана и монашества епископ Сербской православной церкви, епископ Рашско-Призренский (1991—2010), патролог[194].
- Бонк, Наталья Александровна (96) — российский педагог и лингвист, автор учебников английского языка[195].
- Бутенко, Александр Лукич (74) — советский и российский деятель органов госбезопасности, генерал-лейтенант[196].
- Васенина, Тамара Петровна (87) — советский передовик сельскохозяйственного производства, Герой Социалистического Труда (1966)[197].
- Дитрих, Дена (91) — американская актриса[198].
- Король, Анна Степановна (94) — советский и российский художник и график, народный художник РСФСР (1989)[199].
- Куликов, Евгений Аркадьевич (70) — российский океанолог, доктор физико-математических наук (2005), сотрудник ИОРАН[200].
- Марморстин, Малькольм (92) — американский сценарист и режиссёр[201].
- Михай, Тамаш (73) — венгерский бас-гитарист и певец (Omega)[202].
- Моденезе, Беппе (90) — итальянский модельер[203].
- Моралес, Малени (68) — мексиканская актриса[204].
- Назаров, Пётр Григорьевич (75) — советский и российский иммунолог, доктор медицинских наук, профессор, сотрудник ФГБНУ «ИЭМ»[205].
- Смей, Йожеф (98) — словенский католический церковный деятель, вспомогательный епископ Марибора (1983—2009)[206].
- Удалов, Александр Анатольевич (59) — советский хоккеист («Дизелист»)[207].
- Фирсов, Владимир Александрович (76) — советский и российский киноактёр[208].
- Фриджери, Оливер (73) — мальтийский поэт, литературный критик и философ[209].
- Якоби, Рикки (57) — индонезийский футболист, игрок (1985—1990) и капитан (1987—1990) национальной сборной[210].

## 20 ноября
- Алескеров, Сабир Мамед оглы (84) — диктор азербайджанского телевидения, народный артист Азербайджана (1998)[211].
- Амброзетти, Антонио (76) — итальянский математик[212].
- Богомолов, Николай Алексеевич (69) — советский и российский филолог и литературовед, доктор филологических наук (1992), профессор (1994), заведующий кафедрой литературно-художественной критики и публицистики факультета журналистики МГУ (с 1994)[213].
- Брито, Хорхе (68) — аргентинский банкир и бизнесмен, генеральный директор Banco Macro (с 1988 года), президент и председатель аргентинской банковской ассоциации (2003—2016); авиакатастрофа[214].
- Гаджизаде, Хикмет Абдуррахим оглы (66) — азербайджанский политический деятель и дипломат, посол Азербайджана в России (1992—1993)[215].
- Давыдов, Исай (93) — журналист, литературный критик, писатель[216].
- Дель Росарио, Руди (51) — филиппинский футболист, игрок национальной сборной (1991—1997)[217].
- Джалилова, Клара Алимадатовна (82) — советская и узбекская актриса и певица, заслуженная артистка Узбекской ССР (1977)[218].
- Жиляев, Александр Петрович (61) — российский физик, доктор физико-математических наук (2002), сотрудник Института проблем сверхпластичности металлов РАН[219].
- Ириней (патриарх Сербский) (90) — Святейший архиепископ Печский, митрополит Белградо-Карловацкий и патриарх Сербский, предстоятель Сербской православной церкви (с 2010 года)[220].
- Канто, Эрнесто (61) — мексиканский легкоатлет, чемпион летних Олимпийских игр в Лос-Анджелесе (1984) в спортивной ходьбе на 20 километров, чемпион мира (1983)[221].
- Князева, Людмила Николаевна (82) — российская актриса[222].
- Кордье, Даниэль (100) — французский историк[223].
- Кошеляевский, Николай Борисович (74) — советский и российский деятель науки, начальник лаборатории формирования национальной шкалы времени Всероссийского научно-исследовательского института физико-технических и радиотехнических измерений[224].
- Лазарь (Самадбегишвили) (65) — епископ Грузинской православной церкви, епископ Боржомский и Бакурианский (с 2017 года)[225].
- Лахтинен, Ханну (60) — финский борец греко-римского стиля, чемпион мира (1983)[226].
- Моррис, Ян (94) — британский валлийский историк и писательница-путешественница[227].
- Пасынков, Борис Алексеевич (83) — советский и российский математик, специалист в области топологии, доктор физико-математических наук, заслуженный профессор МГУ[228].
- Педичини, Валентина (42) — итальянский кинорежиссёр[229].
- Рейхел, Франтишек (82) — чехословацкий государственный деятель, министр без портфеля, министр науки и образования и заместитель премьер-министра Чехословакии (1989—1990)[230].
- Саргсян, Рита Александровна (58) — первая леди Армении (2008—2018), жена Сержа Саргсяна[231].
- Терешков, Владимир Дмитриевич (81) — советский и российский певец, солист Хакасской государственной филармонии, заслуженный работник культуры РСФСР (1989), заслуженный артист РФ (2000)[232].
- Томсон, Джудит (91) — американский философ[233].
- Феофан (Ашурков) (73) — епископ Русской православной церкви, митрополит Казанский и Татарстанский (с 2015 года)[234].
- Черепин, Валентин Тихонович (90) — советский и украинский физик, член-корреспондент АН УССР/НАНУ (1982)[235].
- Шаталов, Виктор Фёдорович (93) — советский и украинский педагог-новатор, народный учитель СССР (1990)[236].
- Шинкель, Кен (87) — канадский хоккеист («Нью-Йорк Рейнджерс», «Питтсбург Пингвинз»)[237].

## 19 ноября
- Антонец, Владимир Михайлович (75) — украинский военачальник, командующий ВВС Украины (1993—1999), генерал-полковник авиации (1996)[238].
- Балашов, Юрий Алексеевич (65) — советский, американский и российский художник, музыкант, обладатель премии «Грэмми» (1994)[239].
- Бархин, Сергей Михайлович (82) — советский и российский сценограф и художник, народный художник Российской Федерации (1998), академик РАХ (2011)[240].
- Григорян, Манвел Секторович (64) — армянский военный деятель, генерал-лейтенант (2000)[241].
- Демидов, Сергей (59) — советский и норвежский гандболист и тренер[242].
- Дугаров, Дашинима Доржиевич (92) — советский и российский искусствовед, исследователь бурятского фольклора[243].
- Зданович, Геннадий Борисович (82) — советский и российский археолог, исследователь Аркаима[244].
- Исмагилов, Равиль Барилович (80) — советский скульптор, художник-прикладник, график, живописец, дизайнер интерьеров[245].
- Карабаджак, Решит (66) — турецкий борец вольного стиля, чемпион Европы (1983)[246].
- Козлов, Владимир Николаевич (77) — советский и белорусский волейбольный тренер, главный тренер женской сборной Белоруссии (2000—2007)[247].
- Мацак, Анатолий Михайлович (69) — украинский театральный актёр, артист Закарпатского театра драмы, заслуженный артист Украины[248].
- Морган, Хелен (54) — британская спортсменка (хоккей на траве), бронзовый призёр летних Олимпийских игр в Барселоне (1992)[249].
- Ооржак, Алексей Кара-оолович (68) — главный режиссёр Тувинского музыкально-драматического театра (с 1992 года), заслуженный артист Российской Федерации (2004)[250].
- Пинту, Алсину (64) — политический деятель Сан-Томе и Принсипи, председатель Национальной ассамблеи (2012—2014)[251].
- Пирс, Хейфорд (78) — американский писатель[252].
- Рингсторфф, Харальд (81) — немецкий государственный деятель, премьер-министр Мекленбурга-Передней Померании (1998—2008)[253].
- Сех, Ярослав Данилович (90) — советский и российский артист балета и хореограф, заслуженный артист РСФСР (1961)[254].
- Трафимов, Александр Григорьевич (67) — российский учёный в области экономики сельского хозяйства, член-корреспондент РАСХН (2010—2014), член-корреспондент РАН (2014)[255].
- Чулджян, Себух (61) — епископ Гугаркский Армянской апостольской церкви[256].
- Шарыпкин, Сергей Яковлевич (79) — советский, польский и украинский филолог-классик, лингвист, антиковед, профессор Университета имени Яна Кохановского в Кельце[257].
- Шейко, Евгений Борисович (58) — российский дирижёр, главный дирижёр Нижегородского оперного театра (1992—2012)[258].
- Шкарубо, Валерий Фёдорович (62) — белорусский художник[259].

## 18 ноября
- Антонович, Славомир Валерьянович (65) — белорусский государственный и общественный деятель, писатель, журналист[260].
- Байко, Мария Яковлевна (89) — советская и украинская певица (лирическое сопрано), участница трио сестёр Байко, народная артистка УССР (1979)[261].
- Бенкё, Ласло (77) — венгерский рок-музыкант (клавишник) и композитор, основатель группы «Omega»[262].
- Галиб, Умар Артех (90) — сомалийский государственный деятель, премьер-министр (1991—1993), министр иностранных дел (1969—1977)[263].
- Дубянский, Александр Михайлович (79) — советский и российский индолог-дравидолог, специалист по истории тамильской литературы[264].
- Картер, Джордж (76) — американский баскетболист[265].
- Клюев, Анатолий Иванович (88) — советский и российский скульптор, заслуженный художник РФ (2004)[266].
- Меллу, Жонас (83) — бразильский актёр[267][268].
- Морроу, Кирби (47) — канадский актёр[269][270].
- Мусял, Адам (71) — польский футболист и тренер, бронзовый призёр чемпионата мира (1974)[271].
- Олтяну Матей, Драга (87) — румынская актриса театра и кино, театральный деятель[272].
- Робен, Мишель (90) — французский актёр[273][274].
- Рольдан, Хуан Доминго (63) — аргентинский профессиональный боксёр[275].
- Румянцева, Любовь Григорьевна (77) — советская и белорусская актриса театра и кино, заслуженная артистка Белорусской ССР (1978)[276].
- Синха, Мридула (77) — индийский государственный деятель, губернатор Гоа (2014—2019)[277].
- Софи, Фирсат (42) — иракский государственный деятель, губернатор Эрбиля (с 2019 года)[278].
- Трчунян, Армен Амбарцумович (64) — армянский биохимик, член-корреспондент НАН Армении[279].
- Хашим, Мухтар (78) — малайзийский государственный деятель, министр культуры (1980—1983), министр по делам молодёжи и спорта (1980—1983)[280] Архивная копия от 27 ноября 2020 на Wayback Machine.
- Шалекенов, Уахит Хамзинович (96) — советский и казахстанский деятель науки, почётный член НАН Казахстана[281].
- Швецов, Виктор Иванович (78) — советский и российский тренер по лёгкой атлетике, заслуженный тренер СССР (1984)[282].
- Шершеналиев, Жаныбек (79) — советский и киргизский техник, академик НАН Кыргызстана[283].

## 17 ноября
- Белимготов, Борис Хусенович (83) — советский и российский нейрохирург, доктор медицинских наук, профессор[284].
- Бикмаев, Джафяр Зуфярович (63) — советский и российский религиозный деятель, муфтий Ростовской области (с 1982 года)[285].
- Борисевич, Эдвард (81) — польский и американский тренер по велосипедному спорту[286].
- Виктюк, Роман Григорьевич (84) — советский, российский и украинский театральный режиссёр и педагог, художественный руководитель Театра Романа Виктюка (с 1996 года), народный артист Украины (2006), народный артист Российской Федерации (2009)[287].
- Гаряев, Пётр Петрович (78) — российский деятель псевдонауки, создатель псевдонаучной теории «Волнового генома»[288].
- Дасгупта, Алокераньян (87) — индийский поэт[289].
- Дзюба, Анатолий Иванович (84) — советский и российский партийный деятель, первый секретарь Кировского горкома КПСС и председатель горисполкома (1980—1983)[290].
- Дусбург, Пим (77) — нидерландский футболист, вратарь, серебряный призёр чемпионата мира (1978)[291].
- Дэвис, Уолт (89) — американский легкоатлет, чемпион летних Олимпийских игр в Хельсинки в прыжках в высоту (1952), профессиональный баскетболист («Филадельфия Уорриорз», «Сент-Луис Хокс»), двукратный чемпион НБА (1956, 1958)[292].
- Иванов-Синго, Любисав (84) — македонский футбольный функционер, председатель Федерации футбола Македонии (1993—1995)[293].
- Иоффе, Григорий Адольфович (67) — украинский и российский политик, председатель Общественной палаты Республики Крым (с 2014 года)[294].
- Кароли, Анджело (83) — итальянский футболист («Ювентус», «Катания», «Луккезе»)[295].
- Карпов, Альберт Фёдорович (94) — советский и российский тренер по спортивной ходьбе, заслуженный тренер РСФСР[296].
- Лебедев, Владимир Георгиевич (73) — российский тромбонист, композитор, аранжировщик, заслуженный артист Российской Федерации (1998)[297].
- Обрадович, Александр (85) — сербский тренер по лёгкой атлетике («Црвена звезда»)[298].
- Писаренко, Анатолий Иванович (91) — советский и российский лесовод и хозяйственный деятель, академик РАСХН (1993; член-корреспондент ВАСХНИЛ с 1988), академик РАН (2013), президент Российского общества лесоводов (с 1998 года), главный лесничий СССР (1988—1991)[299].
- Реффе, Венсан (36) — французский парашютист, спортсмен бейсджампинга и вингсьютер, неоднократный чемпион мира и мировой рекордсмен экстремальных видов спорта; несчастный случай[300].
- Сингх, Анджум (53) — индийская художница[301].
- Сингх, Ягмохан (88) — индийский легкоатлет (бег с барьерами), участник Летних Олимпийских игр 1960 года в Риме[302].
- Соболь, Поль (94) — бельгиец, переживший Холокост, автор мемуаров[303].
- Солоу, Шелдон (92) — американский предприниматель, миллиардер[304]
- Столбин, Алексей Петрович (98) — украинский писатель[305].
- Тимашев, Хафиз Шайхуллович (73) — советский и российский борец вольного стиля и тренер по вольной борьбе, заслуженный тренер Российской Федерации (1992)[306].
- Устинов, Людвиг Григорьевич (84) — советский и российский театральный режиссёр, основатель и художественный руководитель Хакасского театра кукол «Сказка», заслуженный деятель искусств Российской Федерации (2001)[307].
- Хмура, Габриэль (74) — израильский дирижёр[308].
- Чудимов, Вячеслав Фёдорович (68) — советский и российский невролог, рефлексотерапевт, врач лечебной физкультуры и спортивной медицины, заслуженный врач России (2002)[309].
- Шестак, Ладислав (91) — чехословацкий и словацкий футбольный тренер[310].

## 16 ноября
- Армеллини, Манлио (83) — итальянский бизнесмен[311].
- Ачугба, Теймураз (74) — советский и абхазский историк, этнолог, общественно-политический деятель, доктор исторических наук, профессор АГУ (2011)[312].
- Бланко, Дайрон (28) — кубинский футболист, игрок национальной сборной; ДТП[313].
- Буров, Александр Фёдорович (79) — советский и российский тренер по биатлону, заслуженный тренер СССР[314].
- Гульбинович, Хенрик Роман (97) — польский кардинал, архиепископ Вроцлава (1976—2004)[315].
- Захаров, Николай Семёнович — советский и российский художник[316].
- Мещеряков, Иван Киреевич (90) — советский и российский инженер-конструктор, генеральный конструктор завода «Ростсельмаш»[317].
- Мохаммади, Алишер (43) — таджикский поэт и учёный[318].
- Муаллем, Валид (79) — сирийский государственный деятель, министр иностранных дел Сирии (с 2006 года)[319].
- Нефёдов, Сергей Николаевич (60) — советский и белорусский футболист, защитник; тренер[320].
- Ойхерман, Борис Львович (82) — советский и молдавский боксёр, тренер и спортивный публицист, мастер спорта СССР[321].
- Печкин, Аркадий Сергеевич (67) — российский театральный актёр, артист Вологодского драматического театра, заслуженный артист Российской Федерации (2013)[322].
- Садовский, Леонид Викторович (71) — советский и украинский театральный и телевизионный режиссёр, преподаватель, заведующий кафедрой мастерства актёра ХНУИ им. И. П. Котляревского, заслуженный деятель искусств Украины; убийство[323].

## 15 ноября
- Али Хасан аль-Халяби (59) — исламский богослов, иорданский реформист[324].
- Ахерджан, Махджуби (99) — марокканский политический и государственный деятель[325].
- Вела Чирибога, Рауль Эдуардо (86) — эквадорский кардинал, архиепископ Кито (2003—2010)[326].
- Виниченко, Александр Геннадьевич (60) — советский и российский актёр, артист Томского театра юного зрителя, заслуженный артист России (2013)[327].
- Иоанн (Тассьяс) (62) — епископ Элладской православной церкви, митрополит Лангадский, Литский и Рединский (с 2010 года)[328].
- Кашмири, Икбаль — пакистанский кинорежиссёр[329].
- Клеменс, Рэй (72) — английский футболист и тренер, игрок «Ливерпуля» и национальной сборной[330].
- Козентино, Эджидио (93) — итальянский спортсмен (хоккей на траве), участник летних Олимпийских игр в Хельсинки (1952)[331].
- Копычина-Лоренс, Сергей Максимович (58) — российский архитектор[332].
- Кордова, Энрике (81) — бразильский политический деятель[333].
- Косолапов, Ричард Иванович (90) — советский и российский учёный-обществовед, философ, журналист, публицист и общественный деятель; доктор философских наук (1971), профессор (1974)[334].
- Минчев, Максим (67) — болгарский журналист, генеральный директор Болгарского информационного агентства[335].
- Павлов, Вадим Николаевич (90) — советский и российский ботаник, член-корреспондент РАН (2000)[336].
- Садовый, Витольд (100) — польский актёр[337].
- Смелтер, Юрий Вольдемарович (61) — заместитель генерального директора Авиационного комплекса имени С. В. Ильюшина, генерал-майор[338].
- Счастный, Владимир Григорьевич (72) — белорусский писатель и дипломат[339].
- Чаттопадхьяй, Соуминта (Соумитра Чаттерджи) (85) — индийский киноактёр[340].
- Черкасов, Юрий Вячеславович (59) — российский актёр театра и кино, артист театра имени Моссовета, заслуженный артист Российской Федерации (2019)[341].

## 14 ноября
- Арсамаков, Абубакар Алазович (64) — российский банкир, президент Московского индустриального банка (с 1998 года)[342].
- Березовский, Вадим Акимович (88) — советский и украинский патофизиолог, специалист в области клинической физиологии и космической медицины[343].
- Гречишкин, Ростислав Михайлович (79) — советский и российский физик, специалист в области магнитных явлений, доктор физико-математических наук (2016), профессор Тверского государственного университета[344].
- Джигарханян, Армен Борисович (85) — советский и российский актёр и режиссёр, народный артист СССР (1985)[345].
- Дриккер, Александр Самойлович (78) — советский и российский физик, культуролог и музеолог, доктор культурологии, профессор института философии СПбГУ; самоубийство[346].
- Костин, Владимир Ильич (81) — советский и российский аграрий, доктор сельскохозяйственных наук, профессор УлГАУ[347].
- Муратович, Хасан (80) — боснийский государственный деятель, премьер-министр Республики Босния и Герцеговина (1996—1997)[348].
- Патрикеев, Новомир Борисович (88) — советский и российский писатель и журналист[349].
- Петровский, Мирон Семёнович (88) — советский и украинский литературовед, писатель[350].
- Постников, Борис Андреевич (75) — российский искусствовед, архитектор-реставратор[351].
- Соколова, Зоя Петровна (89) — советский и российский этнограф, доктор исторических наук (1984), сотрудник ИЭА РАН[352].
- Штань, Анатолий Александрович (84) — советский и российский художник[353]

## 13 ноября
- Азизян, Наполеон Суренович (74) — армянский бизнесмен и политический деятель, депутат Национального собрания Армении (1999—2007)[354].
- Апостолов, Виден (79) — болгарский футболист, выступавший за национальную сборную[355].
- Бул, Рик (89) — бельгийский государственный деятель, министр внутренних дел (1977—1979)[356].
- Васильев, Анатолий Николаевич (79) — советский и российский художник и архитектор[357].
- Зыков, Владимир Павлович (85) — советский и российский писатель и журналист[358].
- Квятковская, Халина (99) — польская актриса[359].
- Маде Вианта (70) — индонезийский художник[360].
- Михальчук, Александр Емельянович (60) — российский правовед, директор Института прокуратуры СГЮА (2011—2014)[361].
- Паулов, Анатолий Александрович (78) — советский и российский хозяйственный и государственный деятель, председатель Совета Министров Мордовской АССР (1991—1992)[362].
- Рафалов, Марк Михайлович (96) — советский и российский футбольный судья и спортивный публицист[363].
- Ростойян, Луи (84) — французский велогонщик, победитель велогонки Тур Романдии (1960, 1961)[364].
- Самсонов, Владимир Михайлович (74) — советский и российский физик, заведующий лабораторией релятивистской ядерной физики отделения физики высоких энергий «Курчатовского института», доктор физико-математических наук, профессор, лауреат Государственной премии Российской Федерации в области науки и техники[365].
- Сатклифф, Питер (74) — британский серийный убийца, известный как «Йоркширский потрошитель»[366].
- Синицкий, Виталий Афанасьевич (84) — советский и российский театральный актёр, артист Тверского театра драмы, заслуженный артист РФ (1997)[367].
- Слабинац, Крунослав (76) — югославский и хорватский певец, гитарист и композитор[368].
- Стрибук, Виктор Семёнович (57) — российский композитор[369].
- Струве, Мария Александровна (95) — французский художник-иконописец[370].
- Тамбеллини, Алдо (90) — американский режиссёр-экспериментатор[371].
- Томас, Джон Мейриг (87) — британский химик и деятель образования, член Лондонского королевского общества, иностранный член РАН (1994), директор Королевского института Великобритании (1986—1991), Мастер Питерхауса (1993—2002)[372].
- Ханнаши, Моханд Шериф (70) — алжирский футболист[373].
- Хорват, Аттила (53) — венгерский легкоатлет, метатель диска, бронзовый призёр чемпионата мира по лёгкой атлетике (1991)[374].
- Хорнанг, Пол (84) — американский игрок в американский футбол[375].

## 12 ноября
- Бабич, Мирко (72) — югославский и сербский актёр[376].
- Басра, Азиф (53) — индийский актёр; самоубийство[377][378].
- Бирюков, Анатолий Андреевич (91) — советский и российский спортивный физиолог, заслуженный работник физической культуры РФ (1992)[379].
- Бондаренко, Роман Игоревич (31) — белорусский художник[380].
- Вейцман, Зиси Давидович (73) — российский и израильский поэт и журналист; писал на идише[381].
- Глухарев, Владислав Петрович (81) — советский футболист и тренер («Заря» (Луганск))[382].
- Исаков, Каныбек Абдуваситович (51) — киргизский государственный деятель, министр образования (2019—2020)[383].
- Каплан, Нелли (89) — французская писательница и кинорежиссёр[384].
- Косиба, Масатоси (94) — японский физик, лауреат Нобелевской премии по физике (2002), член Японской академии наук, иностранный член РАН (2003), один из создателей нейтринной астрономии[385].
- Кузнецов, Борис Кириллович (94) — участник Великой Отечественной войны, Герой Советского Союза (1944)[386].
- Куиксолл, Альберт (87) — английский футболист («Манчестер Юнайтед», национальная сборная)[387].
- Куницын, Валерий Романович (76) — советский и российский писатель и журналист, заслуженный работник культуры РФ (1994)[388].
- Ландау, Яаков (96) — израильский историк-востоковед (арабист и тюрколог)[389].
- Лююс, Виллем (49) — эстонский шашист[390].
- Мераи, Тибор (96) — венгерский журналист, писатель и правозащитник[391].
- Моттль, Вадим Вячеславович (75) — российский математик, доктор технических наук (1994), профессор Московского физико-технического института[392].
- Потапов, Леонид Васильевич (85) — советский и российский партийный и государственный деятель, председатель Верховного Совета (1991—1994) и президент (1994—2007) Республики Бурятия[393].
- Пустошкин, Валерий Юрьевич (62) — российский художник, заслуженный художник РФ (2002)[394].
- Ролингс, Джерри (73) — ганский государственный деятель, глава Революционного Совета вооружённых сил Ганы (1979), президент Ганы (1981—2001)[395].
- Страутиньш, Иварс (77) — латвийский бизнесмен, вице-президент Конфедерации работодателей Латвии[396].
- Стыблова, Валя (98) — чехословацкая писательница, медицинский и политический работник, доктор медицины и доктор наук, профессор, депутат Федерального собрания (1981—1990)[397].
- Суходеев, Владимир Васильевич (97) — советский журналист и публицист[398].
- Шеин, Александр Георгиевич (81) — советский и российский физик, доктор физико-математических наук (1978), профессор Волгоградского государственного технического университета (1980)[399].
- Эрнандес, Мигель (48) — мексиканский актёр-комик[400].

## 11 ноября
- Гуревич, Борис Михайлович (83) — советский борец вольного стиля, чемпион летних Олимпийских игр в Мехико (1968), чемпион мира (1967, 1969), заслуженный мастер спорта СССР (1967)[401].
- Добровольский, Иван Леонтьевич (97) — участник Великой Отечественной войны, генерал-майор[402].
- Кампос, Карлос (83) — чилийский футболист, игрок национальной сборной, бронзовый призёр чемпионата мира (1962)[403].
- Каупуж, Владимир Ильич (95) — советский латвийский партийный и государственный деятель, министр культуры Латвийской ССР (1962—1986)[404].
- Кислицын, Василий Александрович (68) — советский и российский историк и политический деятель, депутат Государственной думы третьего созыва[405].
- Кругляк, Виктор Степанович (91) — советский и российский театральный актёр, артист Челябинского академического театра драмы имени Наума Орлова, заслуженный артист РФ (2004)[406].
- Лисица, Милета (54) — сербский баскетболист[407].
- Льопарт, Хорхе (68) — испанский спортивный ходок, чемпион Европы, серебряный призёр летних Олимпийских игр 1980 года в Москве[408].
- Магарил, Ромен Зеликович (88) — советский и российский учёный-промышленник и педагог, доктор технических наук, профессор Тюменского индустриального университета[409].
- Минуццо, Джулиана (88) — итальянская горнолыжница, бронзовый призёр зимних Олимпийских игр 1952 года в Осло и 1960 года в Скво-Вэлли[410].
- Мирошниченко, Юрий Николаевич (78) — советский и российский киносценарист и драматург[411].
- Турмов, Геннадий Петрович (79) — советский и российский судостроитель, краевед, педагог и общественный деятель; доктор технических наук, профессор, ректор Дальневосточного государственного технического университета (1992—2007), его президент (2007—2010); заслуженный деятель науки и техники Российской Федерации (1994)[412].
- Халифа ибн Салман Аль Халифа (84) — член королевской династии Бахрейна, первый премьер-министр Бахрейна (с 1970 года)[413].
- Хватов, Геннадий Александрович (86) — советский и российский военачальник, командующий Тихоокеанским флотом (1986—1993), адмирал (1987)[414].
- Хромов, Валентин Константинович (86) — советский и российский поэт, эссеист, стиховед[415].
- Челюканов, Геннадий Егорович (80) — советский и российский тренер по биатлону, заслуженный тренер РСФСР (1974)[416].
- Чуйков, Иван Семёнович (85) — советский и российский художник-концептуалист[417].

## 10 ноября
- Айтхожина, Нагима Абеновна (74) — советский и казахстанский биолог, доктор биологических наук (1990), профессор (1994), академик Национальной академии наук Казахстана (2003), президент НАН Казахстана (1999—2002)[418].
- Аладкин, Александр Иванович (80) — советский и российский военно-морской деятель, контр-адмирал[419].
- Амбразюнене-Вишчюте, Ядвига (87) — литовская Праведница народов мира (похороны состоялись в этот день)[420].
- Бордини, Карло (82) — итальянский поэт[421].
- Воллтер, Свен (86) — шведский актёр[422][423].
- Гайтан, Владимир (73) — румынский актёр[424][425].
- Гаттенья, Ренцо (81) — итальянский юрист, президент Союза итальянских еврейских общин (2006—2016)[426].
- Давидюк, Георгий Петрович (97) — советский и белорусский социолог, доктор социологических наук, профессор, создатель первого в СССР и Белоруссии "Словаря прикладной социологии[427].
- Коста, Дино да (89) — итальянский футболист[428].
- Кувшинов, Вячеслав Иванович (74) — белорусский физик-теоретик, доктор физико-математических наук, профессор, директор ОИЭЯИ «Сосны» (2004—2012)[429].
- Курбатов, Юрий Иванович (85) — советский и российский архитектор, член-корреспондент РААСН[430].
- Лукаш, Александр Георгиевич (72) — российский театральный актёр, артист театра «У Никитских ворот»[431].
- Москвин, Игорь Борисович (91) — советский и российский тренер по фигурному катанию, мастер спорта СССР, заслуженный тренер СССР, муж Тамары Москвиной[432].
- Мусреп, Еркебулан (74) — советский и казахстанский дирижёр, дирижёр Казахского государственного академического оркестра народных инструментов имени Курмангазы, заслуженный деятель Казахстана (2003)[433].
- Овчинников, Владимир Фёдорович (92) — советский и российский педагог, народный учитель России (2008)[434].
- Пфафф, Гюнтер (81) — австрийский гребец-байдарочник, бронзовый призёр летних Олимпийских игр в Мехико (1968), чемпион мира (1970)[435].
- Расулов, Кабул Абдурахманович (84) — советский и российский кинооператор[436].
- Соль, Мила дель (97) — филиппинская актриса[437].
- Соль, Хуан (73) — испанский футболист («Валенсия», «Реал Мадрид», национальная сборная)[438].
- Спирс, Кен (82) — американский художник комиксов[439].
- Сторублёв, Станислав Петрович (77) — советский и российский военный деятель, генерал-лейтенант в отставке, заместитель командующего войсками Сибирского военного округа[440].
- Супанга, Рахаю (71) — индонезийский композитор[441].
- Туре, Амаду Тумани (72) — малийский государственный деятель, президент Мали (1991—1992, 2002—2012)[442].
- Уэйтерс, Тони (83) — английский футболист («Блэкпул», сборная Англии по футболу) и тренер сборной Канады[443].
- Хейнсон, Том (86) — американский баскетболист, 10-кратный чемпион НБА[444].
- Цой, Вячеслав Вениаминович (70) — советский и российский архитектор, председатель Ассоциации архитекторов и проектировщиков Поволжья[445].
- Эрекат, Саиб (65) — палестинский политик, генеральный секретарь исполнительного комитета ООП (с 2015 года)[446].
- Явари, Амин (88) — иранский боксёр, чемпион Азии (1958)[447].

## 9 ноября
- Абосзода, Фахраддин (63) — азербайджанский политический деятель, лидер талышского национального движения; убит[448].
- Аверков, Валерий Николаевич (80) — советский и российский тренер по лёгкой атлетике, заслуженный тренер РСФСР[449].
- Амини, Бахманер Арабзода (66) — таджикский писатель[450].
- Апухтина, Нина Георгиевна (71) — советский и российский философ, доктор философских наук (2000), профессор Челябинского государственного института культуры (2001), заслуженный работник высшей школы[451].
- Атцори, Фернандо (78) — итальянский боксёр, чемпион летних Олимпийских игр в Токио (1964)[452].
- Ашик, Михаил Владимирович (95) — участник Великой Отечественной войны, Герой Советского Союза (1946), последний удостоенный этого звания морской пехотинец[453].
- Бондаренко, Владимир Юрьевич (85) — советский и российский художник-монументалист[454].
- Голышев, Владимир Иванович (87) — советский и российский тренер и судья по волейболу, заслуженный тренер Российской Федерации (2011)[455].
- Гринин, Евгений Сергеевич (64) — российский художник[456].
- Дриневский, Михаил Павлович (79) — советский и белорусский музыкант[457] Архивная копия от 21 ноября 2020 на Wayback Machine.
- Евтушенко, Юрий Григорьевич (56) — российский военный деятель, заместитель командующего войсками Западного военного округа по военно-политической работе, начальник Центра по примирению воюющих сторон в Сирийской Арабской Республике, генерал-майор[458].
- Ерёмин, Альберт Иванович (82) — советский и российский художник, заслуженный художник Российской Федерации[459].
- Изотов, Алексей Иванович (85) — советский и российский тренер по волейболу, заслуженный тренер РСФСР (1979)[460].
- Ильин, Александр Львович (64) — белорусский математик, историк, краевед, главный редактор журнала «Гістарычная Брама: гісторыя і культура Палесся»[461].
- Лебензон, Мери Симховна (89) — советская и российская пианистка и педагог, заслуженный деятель искусств Российской Федерации (1992)[462].
- Мерлони, Андреа (53) — итальянский бизнесмен, президент компании Indesit Company (с 2010 года)[463].
- Пара, Юзеф (98) — польский актёр и театральный режиссёр[464].
- Райшев, Геннадий Степанович (85) — советский и российский художник, заслуженный художник Российской Федерации (2006)[465].
- Тепляков, Валентин Васильевич (69) — российский театральный режиссёр и педагог, заслуженный артист Российской Федерации (2000)[466].
- Тиктинский-Шкловский, Виктор Маркович (91) — советский и российский психолог, академик РАО (2001)[467].
- Хоровиц, Израэл (Israel Horovitz[англ.], 81) — американский драматург, писатель, поэт и сценарист[468].

## 8 ноября
- Андреев, Владимир Александрович (69) — российский деятель образования, ректор Поволжского государственного университета телекоммуникаций и информатики (2002—2016)[469].
- Беласко, Берт (38) — американский актёр[470][471].
- Бентон, Оскар (71) — нидерландский певец[472].
- Браямусти, Гатот (58) — индонезийский актёр и певец[473].
- Бузлов, Александр Николаевич (37) — российский виолончелист[474].
- Бугай, Виктор Фёдорович (77) — полковник милиции, начальник Рижского городского управления внутренних дел[475].
- Вануза (73) — бразильская певица и автор песен[476].
- Гаинцев, Владимир Владимирович (81) — советский и российский тренер по биатлону, заслуженный тренер России[477].
- Гриффитс, Клайв (91) — австралийский политический деятель, председатель Законодательного Совета Западной Австралии (1977—1997)[478].
- Идрисов, Умар Юсипович (66) — российский религиозный деятель, председатель Духовного управления мусульман Нижегородской области[479].
- Козинец, Валерий Евсеевич (81) — советский и российский театральный и киноактёр, сценарист[480].
- Красовская, Татьяна Евгеньевна (48) — российская певица и композитор[481].
- Кудинов, Иван Павлович (88) — советский и российский писатель[482].
- Лимбу, Санчаман (73) — индийский государственный деятель, главный министр Сиккима (1994)[483].
- Лысенко, Евгений Григорьевич (82) ― советский и российский учёный в области экономики сельского хозяйства, доктор экономических наук (1996), профессор (2001), член-корреспондент РАСХН (1999), член-корреспондент РАН (2014)[484].
- Микер, Хоуи (97) — канадский хоккеист, спортивный комментатор и общественный деятель[485].
- Олендер, Виктор Петрович (79) — советский и украинский режиссёр документальных фильмов, член-корреспондент Национальной академии искусств Украины (2009)[486].
- Рамазанова, Бижамал Рамазановна (93) — советский партийный и государственный деятель[487].
- Самыков, Василий Тордоевич (Паслей Самык) (81) — советский и российский алтайский поэт[488].
- Требек, Алекс (80) — американский телеведущий (Jeopardy!)[489].
- Хадане, Рафаэл (97) — израильский религиозный деятель, первосвященник эфиопских евреев в Израиле[490].
- Хиллман, Боунс (62) — австралийский рок-музыкант, бас-гитарист группы Midnight Oil[491].
- Ямалетдинов, Мавлетбай Байгильдеевич (Маулит Ямалетдин) (73) — советский и российский башкирский писатель[492].

## 7 ноября
- Бакар, Мохаммед (75) — малайзийский футболист и тренер, игрок и тренер национальной сборной[493].
- Бирюков, Валерий Григорьевич (78) — советский и российский писатель и журналист, заслуженный работник культуры Российской Федерации (2004)[494].
- Геррудж, Абделькадер (92) — алжирский политический активист[495].
- Генчев, Славимир (67) — болгарский поэт[496].
- Глинка (старший), Мирослав (68) — чешский хоккеист[497].
- Зима, Вера (67) — хорватская киноактриса[498].
- Камеро, Кандидо (99) — кубинский музыкант[499].
- Киселёв, Валерий Иванович (77) — советский и российский физиолог, член-корреспондент РАМН (1997), член-корреспондент РАН (2014)[500].
- Кольбо-Жюстен, Сирил (50) — американский продюсер[501][502].
- Колтовой, Александр Алексеевич (41) — российский телеведущий, ведущий ток-шоу «ДНК» и соведущий шоу «Звёзды сошлись»; авиакатастрофа[503].
- Криванс, Леонс (82) — советский и латвийский актёр театра и кино[504].
- Кросби, Норм (93) — американский актёр[505][506].
- Крошкин, Олег Владимирович (70) — белорусский художник[507].
- Минзянов, Юрий Аглямзянович (64) — российский и украинский журналист и кинопродюсер[508].
- Обминский, Эрнест Евгеньевич (89) — советский и российский экономист и дипломат, член-корреспондент РАН (1991)[509].
- Парпара, Анатолий Анатольевич (80) — советский и российский поэт[510].
- Перкинс, Эдвард (92) — американский дипломат, постоянный представитель США при ООН (1992—1993), посол в Либерии (1985—1986), Южной Африке (1986—1989), генеральный директор Дипломатической службы (1989—1992), посол в Австралии (1993—1996)[511].
- Садыков, Ильсур Мансурович (56) — советский и российский татарский телережиссёр[512].
- Сакс, Джонатан (72) — британский раввин, философ и политик; профессор, член Палаты лордов (с 2006 года), главный раввин Великобритании в 1991—2013 годах[513].
- Синага, Аницет Бонгсу Антоний (79) — индонезийский католический прелат, епископ Сиболги (1980—2004), архиепископ Медана (с 2009 года)[514].
- Сон Джэ Хо (83) — южнокорейский актёр[515].
- Стёпин, Анатолий Михайлович (80) — советский и российский математик, доктор наук (1986), почётный профессор МГУ[516].
- Фрейзер, Джон (89) — британский киноактёр[517].
- Яшина, Лариса Ивановна (79) — советский и российский поэт, член Союза писателей России (1992) и Союза журналистов СССР — России (1980)[518].

## 6 ноября
- King Von (26) — американский рэпер; убийство[519].
- Аленди, Каприно (68) — суринамский политический деятель, лидер партии Братство и единство в политике, заместитель председателя Национальной ассамблеи Суринама (2006—2012))[520].
- Амадей, Джузеппе (101) — итальянский политический деятель, депутат Палаты депутатов Италии (1960—1987), депутат Европейского парламента (1984—1989)[521].
- Белый, Юрий Иванович (69) — советский и российский военный деятель, инженер-приборостроитель, полковник, директор и генеральный директор Научно-исследовательского института приборостроения (с 1998 года)[522].
- Борис, Жан-Мишель (87) — французский концертный деятель, генеральный директор концертного зала «Олимпия» (1979—2001)[523].
- Василиу, Дан Константин (69) — румынский политический деятель, член Сената Румынии[524].
- Давыдов, Роман Тигранович (73) — советский и российский композитор[525].
- Д’Орацио, Стефано (72) — итальянский музыкант (Pooh)[526].
- Жванецкий, Михаил Михайлович (86) — русский писатель-сатирик и исполнитель собственных произведений, киносценарист, телеведущий, актёр, народный артист Украины (1999), народный артист Российской Федерации (2012)[527].
- Зах, Натан (89) — израильский поэт, переводчик и литературовед, лауреат Премии Израиля и премии имени Бялика[528]..
- Калакуцкий, Лев Владимирович (88) — советский и российский микробиолог, член-корреспондент РАН (1991; член-корреспондент АН СССР с 1987)[529].
- Крамник, Александр Петрович (80) — советский и российский художник[530].
- Никитин, Владимир Алексеевич (80) — советский и российский военачальник, генерал-полковник (1994)[531].
- Нилсон, Джим (79) — канадский хоккеист («Нью-Йорк Рейнджерс», «Калифорния Голден Силз», «Кливленд Баронз», «Эдмонтон Ойлерз»)[532].
- Палагин, Сергей Вячеславович (52) — российский военный лётчик, подполковник, Герой Российской Федерации (2004)[533].
- Райнхарт, Люк (87) — американский писатель[534].
- Рэдфорд, Джим (92) — британский певец, автор песен и общественный активист[535],
- Савченко, Александра Яковлевна (78) — советский и украинский педагог, академик-основатель (1992) и вице-президент Национальной академии педагогических наук Украины, доктор педагогических наук, профессор, заслуженный работник образования Украины[536].
- Сельчук, Тимур (74) — турецкий певец, пианист, дирижёр и композитор[537].
- Симондо, Пьеро (92) — итальянский художник[538].
- Соланас, Фернандо (84) — аргентинский кинорежиссёр, сценарист и политик, один из основоположников «третьего кинематографа»[539].
- Фейнштейн, Довид (91) — американский учёный Торы и галахический авторитет[540].
- Фоулдс, Джун (86) — британская легкоатлетка, серебряный призёр летних Олимпийских игр в Мельбурне (1956), бронзовый призёр летних Олимпийских игр в Хельсинки (1952) и чемпионка Европы (1950) в эстафете 4×100 м[541].
- Чокала, Патрик (72) — танзанийский дипломат, посол Танзании в России (2002—2004)[542].
- Шаповалов, Владислав Мефодьевич (94) — советский и российский писатель[543].
- Шевченко, Юрий Анатольевич (81) — советский и российский разведчик-нелегал, полковник КГБ СССР, Герой Российской Федерации (2017)[544].

## 5 ноября
- Барри, Лен (78) — американский певец и автор песен[545].
- Биленький, Самоил Михелевич (92) — советский и российский физик-теоретик, доктор физико-математических наук, профессор, главный научный сотрудник ОИЯИ[546].
- Ван Вайлен, Гордон (100) — американский физик и деятель образования[547].
- Вестмор, Джой (88) — австралийская актриса[548].
- Вороков, Владимир Халидович (84) — советский и российский кинорежиссёр, заслуженный работник культуры Российской Федерации[549].
- Гловинский, Жак (84) — французский биолог и фармаколог, член Французской академии наук[550].
- Днепровский-Орбелиани, Александр Сергеевич (93) — советский и российский историк, архитектор и краевед[551].
- Казаков, Геннадий Андреевич (81) — советский хоккеист («Трактор» Челябинск, «Салават Юлаев» Уфа)[552].
- Кривохиж, Валентин Николаевич (85) — советский и российский специалист в области детской фтизиатрии, профессор кафедры детских болезней Санкт-Петербургского государственного педиатрического медицинского университета[553]
- Куспак, Владислав Николаевич — советский и российский архитектор, главный архитектор Петрозаводска и музея-заповедника «Кижи»[554].
- Осадчий, Сергей Владимирович (62) — российский режиссёр-постановщик, художественный руководитель ансамбля «Дальний Восток», заслуженный артист Российской Федерации (1994)[555].
- Осипов, Леонид Михайлович (77) — советский и российский ватерполист, бронзовый призёр Летних Олимпийских игр 1964 года в Токио, серебряный призёр Летних Олимпийских игр 1968 года в Мехико, чемпион Летних Олимпийских игр 1972 года в Мюнхене[556].
- Оуян Чжунши (93) — китайский художник и каллиграф[557].
- Палмер, Джеффри (93) — британский актёр[558].
- Пьюджет, Джанин (93) — аргентинский психиатр и психоаналитик[559]. —
- Рейнарт (65) — бельгийский певец[559].
- Рунне, Осси (93) — финский трубач, дирижёр и композитор[560].
- Романова, Наталья Андреевна (59) — украинский политический деятель, председатель Черниговской областной Рады (2006—2010), председатель Черниговской ОГА (2019)[561].
- Сёч, Геза (67) — венгерский поэт, драматург, эссеист, государственный и общественный деятель[562].

## 4 ноября
- Бурегаа, Лахдар (87) — алжирский военный и политический деятель, командующий Национальной либеральной армией (вооружённое крыло Фронта национального освобождения (1956—1962), один из основателей Фронта социалистических сил (1963)[563].
- Венсан, Жан-Пьер (78) — французский актёр[564].
- Врба, Ян (83) — чешский экономист и государственный деятель, министр промышленности Чехии (1990—1992)[565].
- Дёринг, Вольфганг (86) — немецкий архитектор[566].
- Кеворкян, Джонни (48) — американский кинорежиссёр и сценарист[567].
- Кобычик, Пётр Дмитриевич (75) — советский футболист и футбольный судья всесоюзной категории[568].
- Коновалов, Леонид Константинович (65) — российский врач и писатель[569].
- Максимов, Виталий Васильевич (79) — советский и российский виолончелист и преподаватель, профессор Института искусств и культуры Томского госуниверситета, заслуженный артист РСФСР (1985)[570].
- Марураи, Джим (73) — государственный деятель Островов Кука, премьер-министр (2004—2010)[571].
- Мецгер, Том (82) — один из лидеров американских неонацистов и расистов, основатель организации «Белое Арийское сопротивление»[572].
- Миллер, Адам Давид (98) — американский поэт и писатель[573].
- Мэджетт, Наоми (97) — американская поэтесса[574].
- Рашид, Абдул (73) — пакистанский хоккеист на траве, чемпион летних Олимпийских игр в Мехико (1968), серебряный призёр летних Олимпийских игр в Мюнхене (1972), бронзовый призёр летних Олимпийских игр в Монреале (1976), чемпион мира (1971)[575].
- Ротенберг, Илья Владимирович (40) — российский театральный режиссёр, главный режиссёр ряда российских театров, обладатель профессиональных премий[576].
- Сайнес Мендоса, Мариано Франсиско (78) — мексиканский военный деятель, военно-морской министр (2010—2012), адмирал флота[577].
- Сандурский, Богуслав Флорионович (90) — советский хозяйственный и политический деятель, генеральный директор ПО «Башнефть». (1985—1994), заслуженный работник нефтяной и газовой промышленности РФ, народный депутат СССР[578].
- Сапата Кирос, Луис (69) — мексиканский писатель, драматург и переводчик[579].
- Соколов, Валентин Владимирович (95) — советский и российский хозяйственный, государственный и политический деятель, доктор сельскохозяйственных наук, профессор Ижевской государственной сельскохозяйственной академии[580].
- Тэлбот, Дон (87) — австралийский тренер по плаванию[581].
- Тюркилери, Энвер — турецкий и казахстанский тренер по тяжёлой атлетике[582].
- Февр, Морис (94) — французский генерал и политолог[583].
- Френд, Теодор (89) — американский историк и деятель образования, президент Суортмор-колледжа (1973—1982)[584].
- Хан, Фарааз (50) — индийский актёр[585].
- Хасин, Геннадий Борисович (85) — советский футболист («Динамо» Минск)[586].
- Хенсли, Кен (75) — британский рок-музыкант; клавишник, гитарист, певец, автор песен и продюсер (Uriah Heep)[587].
- Яралиев, Ярали Алиевич (79) — советский и российский дагестанский историк и химик, доктор химических наук, публицист[588].

## 3 ноября
- Альварез, Исаак (90) — французский актёр, мим и хореограф[589].
- Асадуллин, Рашид Абдулович (63) — российский художник[590].
- Боузек, Ян (85) — чешский археолог[591].
- Бухарин, Геннадий Иванович (91) — советский гребец на каноэ, двукратный чемпион мира (1958), двукратный бронзовый призёр летних Олимпийских игр в Мельбурне (1956), заслуженный мастер спорта[592].
- Гэлэг Балбар лама (94) — китайский и российский буддистский религиозный деятель и целитель[593].
- Желтянников, Владимир Иванович (65) — российский судья, председатель Арбитражного суда Санкт-Петербурга и Ленинградской области (1992—2004), председатель Тринадцатого арбитражного апелляционного суда (2004—2016)[594].
- Жиро, Клод (84) — французский киноактёр[595].
- Каменев, Георгий Кириллович (60) — советский и российский математик, российский религиозный деятель, доктор физико-математических наук (2005), ведущий научный сотрудник ВЦ ФИЦ ИУ РАН, священник, штатный клирик московского храма Богоявления Господня бывшего Богоявленского монастыря[596].
- Каппушев, Алхаз Ахматович (82) — советский и российский спортсмен-конник и тренер, рекордсмен СССР и России[597].
- Краснов, Григорий Степанович (78) — советский и российский художник, заслуженный художник Российской Федерации (2012)[598].
- Кудаяров, Альберт Шамильевич (69) — российский художник, заслуженный художник Башкирии[599].
- Лааксо, Матти (79) — финский борец греко-римского стиля, серебряный призёр чемпионата Европы (1966), бронзовый призёр чемпионата Европы (1969))[600].
- Латенас, Фаустас (64) — литовский композитор и театральный деятель[601].
- Нуколов, Николай Николаевич (65) — российский архитектор[602].
- Панасюк, Михаил Игоревич (75) — советский и российский физик, доктор физико-математических наук (1988), профессор (1993), директор НИИ ядерной физики имени Д. В. Скобельцына МГУ (с 1992 года), заведующий кафедрой физики космоса физического факультета МГУ (с 2005 года)[603].
- Пасквини, Эмилио (85) — итальянский филолог[604].
- Пасслоф, Эйлин (89) — американская балерина, хореограф и преподаватель[605].
- Пелих, Сергей Александрович (74) — белорусский экономист, доктор экономических наук, профессор, заслуженный работник промышленности Белоруссии[606].
- Перейра, Жак (65) — португальский футболист («Брага», «Порту»)[607].
- Петер, Шарлотта (96) — немецкая журналистка и писательница[608],.
- Попов, Владимир Васильевич (91) — советский и российский архитектор, народный архитектор Российской Федерации, академик Российской академии архитектуры и строительных наук, академик Российской академии художеств (2001)[609].
- Рейвен, Эльза (91) — американская киноактриса[610].
- Сомашекар Рао Х. Г. (86) — индийский актёр и писатель[611].
- Фурса, Леонтий Петрович (85) — советский и белорусский борец вольного стиля и тренер, мастер спорта СССР (1961), заслуженный тренер Белорусской ССР (1968), судья международной категории (1980)[612].
- Циммерман, Яков Саулович (98) — советский и российский врач-гастроэнтеролог, заслуженный деятель науки Российской Федерации (1997)[613].
- Чаппе, Тайми (52) — кубинская и испанская фехтовальщица, двукратная чемпионка мира в фехтовании на шпагах (1990, 1994)[614] Архивная копия от 4 ноября 2020 на Wayback Machine.
- Шафранюк, Владимир Алексеевич (86) — советский и российский художник-мультипликатор[615].
- Шершенович, Гжегож (75) — польский футболист и тренер («Лех»)[616].

## 2 ноября
- Вольман, Бэрон (83) — американский фотограф[617].
- Джурич, Райко (73) — сербский писатель[618].
- Дитрих, Адам (67) — немецкий актёр[619].
- Иоанн (Бойчук) (63) — епископ Православной церкви Украины, епископ Коломыйский и Косовский (1997—2013)[620].
- Карягин, Владимир Николаевич (68) — белорусский бизнесмен, председатель Высшего координационного совета Республиканской конфедерации предпринимательства Белоруссии[621].
- Младен Кушец (хорв. Mladen Kušec) (83) — хорватский поэт, рассказчик, публицист и журналист[622][623][624][625].
- Кузнецов, Александр Павлович (73) — советский и российский деятель науки, ректор Курганского государственного педагогического института; ДТП[626].
- Лараки, Ахмед (89) — марокканский политический деятель, премьер-министр Марокко (1969—1971)[627]..
- Литвинова, Марина Дмитриевна (91) — российский лингвист, переводчик[628].
- Львов, Аркадий Львович (93) — русский советский и американский прозаик, писатель-фантаст, радиоведущий[629].
- Макконки, Оскар (94) — американский политический деятель, председатель Сената Юты (1965—1966)[630].
- Максим (Айоргусис) (85) — епископ Константинопольской православной церкви, митрополит Питтсбургский (1979—2011)[631].
- Мишра, Раджу (72) — индийский кинорежиссёр и киносценарист[632].
- Пак Джи Сон (35) — южнокорейская актриса[633].
- Пройетти, Джиджи (80) — итальянский актёр и певец[634].
- Рабаналь, Родольфо (80) — аргентинский писатель и журналист[635].
- Реканьи, Этторе (81) — итальянский футболист и тренер[636].
- Розов, Николай Христович (82) — советский и российский математик и деятель образования, доктор физико-математических наук (1983), профессор (1989), член-корреспондент РАО (2004), декан-организатор факультета педагогического образования МГУ (с 1997 года)[637].
- Рожок, Владимир Иванович (74) — советский и украинский хоровой дирижёр, педагог, ректор Национальной музыкальной академии Украины имени П. И. Чайковского (2004—2018), Народный артист Украины (2008). Академик Национальной академии искусств Украины (2017)[638] Архивная копия от 24 ноября 2020 на Wayback Machine.
- Сешнс, Джон (67) — британский актёр[639].
- Сидорейко, Василий Ларионович (70) — советский и белорусский хозяйственный и государственный деятель, народный депутат СССР (1989—1991), Герой Социалистического Труда (1987)[640].
- Сингх, Сатиш Фрасад (84) — индийский государственный деятель, главный министр Бихара (1968)[641].
- Удодов, Юрий Иванович (89) — советский и российский поэт и композитор-песенник[642].
- Форнай, Эмиль (76) — словацкий кинорежиссёр[643].
- Цзянь, Мария (95) — американская актриса[644].

## 1 ноября
- Андрийчук, Михаил Емельянович (92) — советский и украинский график, заслуженный художник УССР (1987)[645].
- Артур, Кэрол (85) — американская актриса[646][647].
- Вейга, Том (47) — бразильский актёр[648].
- Гердт, Туомас (98) — финский офицер, последний остававшийся в живых кавалер креста Маннергейма[649].
- Гордон, Чарльз (73) — американский кинопродюсер, номинант кинопремии Оскар[650].
- Дворник, Владимир Александрович (48) — российский скульптор[651].
- Зикмундова, Ева (88) — чешская оперная певица[652].
- Итурральде, Педро (91) — испанский саксофонист и композитор[653].
- Кейн, Рейчел (58) — американская писательница[654].
- Макдермотт, Дональд (90) — американский конькобежец, серебряный призёр зимних Олимпийских игр в Осло (1952)[655].
- Маккиббин, Никки (42) — американская певица и автор песен[656].
- Максюта, Николай Кириллович (73) — российский государственный деятель, глава администрации Волгоградской области (1997—2010)[657].
- Мур, Дес (88) — австралийский экономист[658].
- Немченко, Александр Дмитриевич (66) — советский и украинский актёр театра и кино, заслуженный артист Украинской ССР (1986)[659].
- Нуньес Санчес, Хорхе (73) — эквадорский писатель и историк[660].
- Орлак, Штефан (89) — немецкий актёр[661].
- Пил, Ронни (74) — австралийский гитарист, певец и автор песен[662].
- Поташёв, Борис Иванович (72) — советский футболист, нападающий[663].
- Редди Е. С. (96) — индийский дипломат, главный секретарь специального Комитета ООН по борьбе с апартеидом (1963—1965), директор Центра ООН по борьбе с апартеидом (1976—1983)[664].
- Сантос, Эстебан (69) — испанский певец[665].
- Слот, Тонни Брюинз (73) — нидерландский футбольный тренер («Аякс»)[666].
- Товар, Луси (68) — мексиканская актриса[667].
- Туренко, Анатолий Николаевич (80) — советский и украинский деятель науки, ректор Харьковского национального автомобильно-дорожного университета (с 1992)[668].
- Фиск, Роберт (74) — британский журналист[669].
- Хэсселл, Эдди (30) — американский актёр[670][671].
- Чан И (69) — тайваньский кинорежиссёр[672][673].
- Шафранко, Иван Нестор (88) — словацкий художник[674].
- Шоголовс, Петерис (65) — советский и латвийский актёр кукольного театра, кино и озвучивания[675].
- Штангль, Маркус (51) — немецкий шахматист, гроссмейстер (1993)[676].
- Шубер, Януш (72) — польский поэт[677].